# Cratere Shuckburgh
Shuckburgh è un cratere lunare di 37,73 km situato nella parte nord-orientale della faccia visibile della Luna.